# Panama (chapeau)
Le panama est un chapeau en fibres végétales, d'origine équatorienne — malgré son nom qui renvoie à Panama. 
Il s'agit d'un chapeau masculin souple et léger, très en vogue vers 1900 (porté par les ouvriers pour se protéger du Soleil avant de devenir un symbole d'élégance décontractée), qui ne s'est jamais vraiment démodé et qui connaît un regain de jeunesse en ce début du XXIe siècle. C'est un chapeau connu surtout dans sa forme à large bord style borsalino, qui se distingue par sa grande finesse. Il est traditionnellement soit de couleur ivoire garni d'un ruban marron (ou noir), soit blanc garni d'un ruban noir. Il est entièrement réalisé en fibres naturelles et confectionné à la main à partir de feuilles d'une plante palmiforme : Carludovica palmata.

## Histoire
Les découvertes archéologiques de la culture Valdivia confirment la présence de chapeaux de paja toquilla en 4 000 av. J.-C. ; les Espagnols le découvrent au XVIe siècle à la suite de la colonisation de l'Équateur. Devant une telle finesse de tissage, ils croient qu'ils sont fabriqués avec la peau des ailes de chauves-souris. L'Espagnol Francisco Delgado découvre vers 1630 que les natifs équatoriens font preuve d'une habileté exceptionnelle pour le tissage de fibres végétales, et leur commande des petites toques de religieuses, d'où le nom toquilla provenant de toca, toque en espagnol.
Pour la première fois, en 1855, à l’occasion de l’Exposition universelle de Paris, le chapeau de paille est présenté en France avec une collection qui impressionne les Européens par la finesse de sa trame.
Pendant la construction du canal de Panama, des ouvriers du monde entier acquièrent les chapeaux de paille équatoriens pour se protéger du soleil. Panama sert de vitrine commerciale à l’Amérique du Sud. Le chapeau de paille est baptisé panama malgré son origine équatorienne,. En 1906, Théodore Roosevelt porte ce chapeau lors de sa visite aux chantiers du canal et contribue à populariser le Panama hat (« chapeau Panama »), auparavant traditionnellement appelé sombrero de paja toquilla (« chapeau de paille »).
Au XXe siècle, l'entreprise italienne Borsalino se spécialise dans la fabrication et la vente de panamas et devient la marque le plus souvent associée au produit. C'est Borsalino qui donne la forme proche du fédora au panama. Le panama est devenu le chapeau conventionnel porté les jours de soleil lors du tournoi de Roland-Garros. La boutique du complexe sportif en vend deux mille à chaque édition du tournoi.

## Description

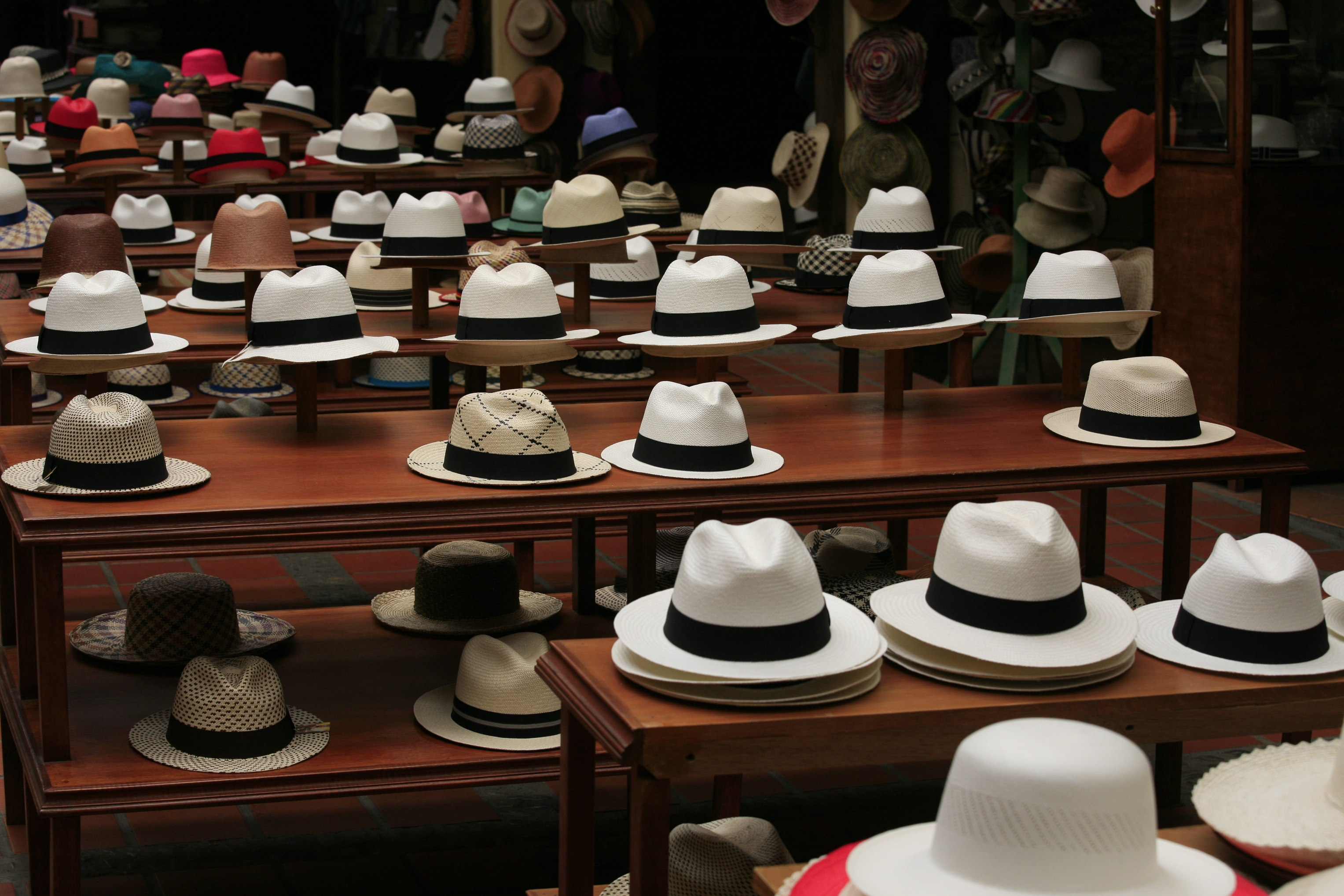
Panamas équatoriens.

Le panama est une des composantes traditionnelles et séculaires des tenues vestimentaires d'un certain nombre de tribus du sud de l'Équateur. Le terme panama ne s'applique pas à une forme mais à une matière : la fibre de jeunes pousses de palmiers d'Équateur.
Ce produit, tissé entièrement à la main, se trouve à tous les prix selon la finesse de la paille. Certains panamas de qualité supérieure peuvent exiger plus de six mois de fabrication (jusqu'à dix mois de tissage). Certains modèles de panamas, très fins et haut de gamme, peuvent se plier et se rouler sans perdre leur forme. D'autres modèles, d'aussi bonne facture, reçoivent un apprêt qui les empêche d'être roulés, leur paille étant rigidifiée afin que la forme d'origine se conserve pendant plusieurs années. Le fait que ce chapeau ait été porté par de prestigieux chefs d'État et des stars de cinéma contribua au prestige et à la légende du chapeau de paille.
Il existe trois façon de tisser les panama : brisa, cuenca et montecristi ; chaque façon a son point de tissage particulier et sa position pour le confectionner ; on tisse assis à Cuenca mais debout à Montecristi, penché sur son ouvrage,. 

### Montecristi

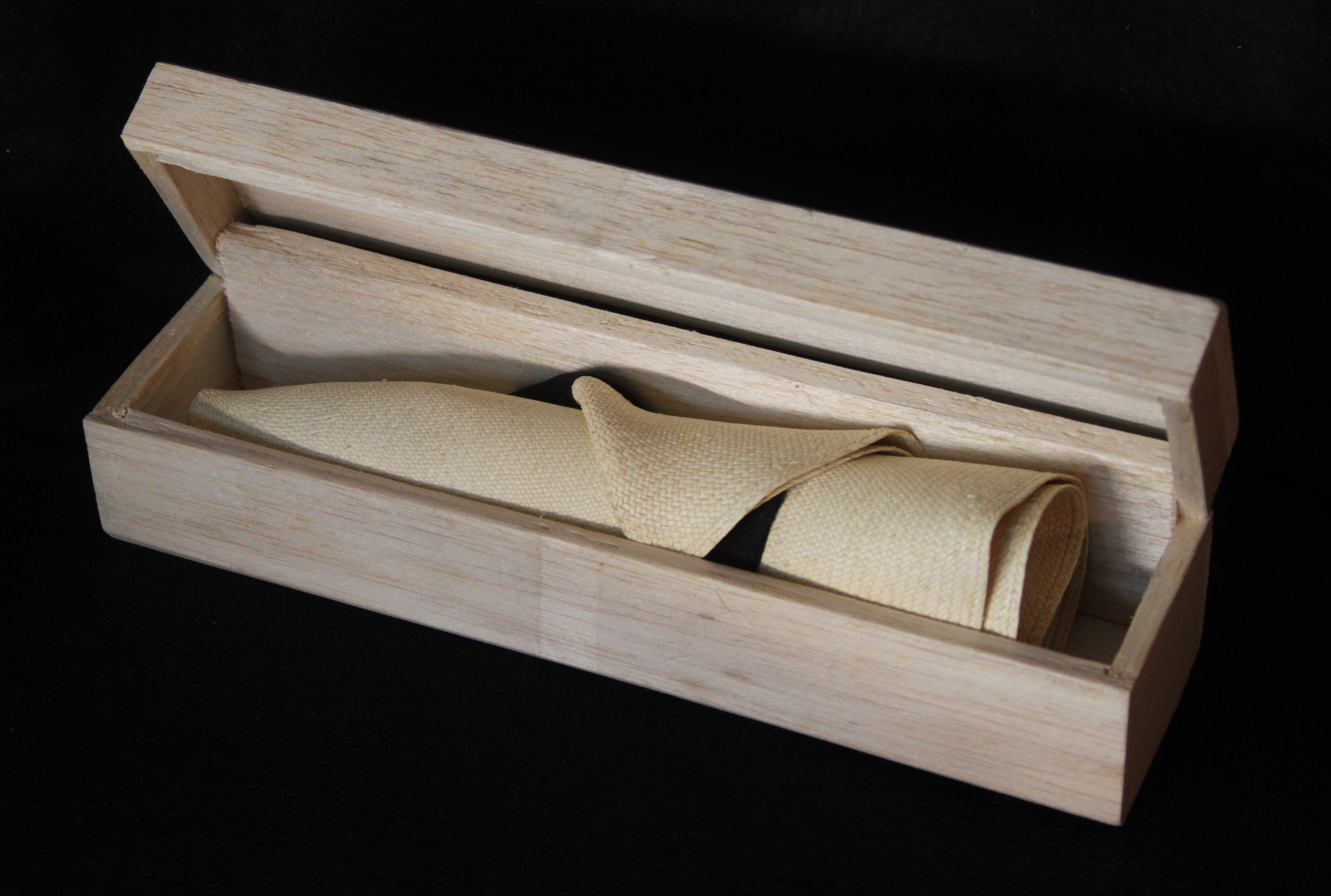
Panama Montecristi vendu roulé dans une boîte.

Le panama Montecristi est confectionné dans le village de Pile près de Montecristi, mais c'est dans cette dernière qu'il est commercialisé, d'où son nom. Le tisserand, debout et penché sur son ouvrage, entrecroise les fils deux à deux. Seuls les fils de couleur ivoire sont retenus. Le tissage ne peut être effectué que le matin et en fin d'après-midi lorsque l'humidité de l'air le permet.
Certains modèles comme le panama Montecristi extra fino peuvent dépasser les 25 000 euros.

## Élaboration
À l'origine, le panama se fabriquait exclusivement en feuilles de bombanaxa, mais cette matière fragile fut abandonnée avec la popularisation mondiale du chapeau.
La matière première utilisée est la feuille de Carludovica palmata, appelée paja toquilla, une espèce de palmiers poussant en Équateur. Les Équatoriens préfèrent parler de sombrero fino de paja toquilla plutôt que de panama. Après la récolte, les cœurs de palmes sont transportés à dos de mulets jusqu’aux villages, où la palme est divisée en fibres fines. Il existe deux traitements de la fibre : à Cuenca, la paille est bouillie pour éliminer la chlorophylle alors qu'à Montecristi, elle est séchée au soleil et blanchie à la fumée de soufre. Puis les artisans procèdent au tissage qui peut durer jusqu'à huit mois.
En 2009, l'Institut équatorien de la propriété intellectuelle reconnaît l'appellation d'origine contrôlée du panama. En 2012, l'Unesco l'inscrit au patrimoine culturel immatériel de l'humanité,.

## Dans la culture populaire
- Au XIXe siècle, les Parisiens adoptent le panama, considéré comme élégant, ce qui pourrait être à l'origine du surnom « Paname » donné à Paris[14].
- 1942 : chapeau d'Humphrey Bogart dans le film Casablanca[7].
- 1958 : chapeau de Paul Newman dans Les Feux de l'été[15].
- 1970 : Alain Delon et Jean-Paul Belmondo mettent le chapeau à l'honneur dans le film Borsalino[7].
- 1974 : chapeau de Robert Redford dans le film Gatsby le Magnifique[15].